# Nanobiomecánica

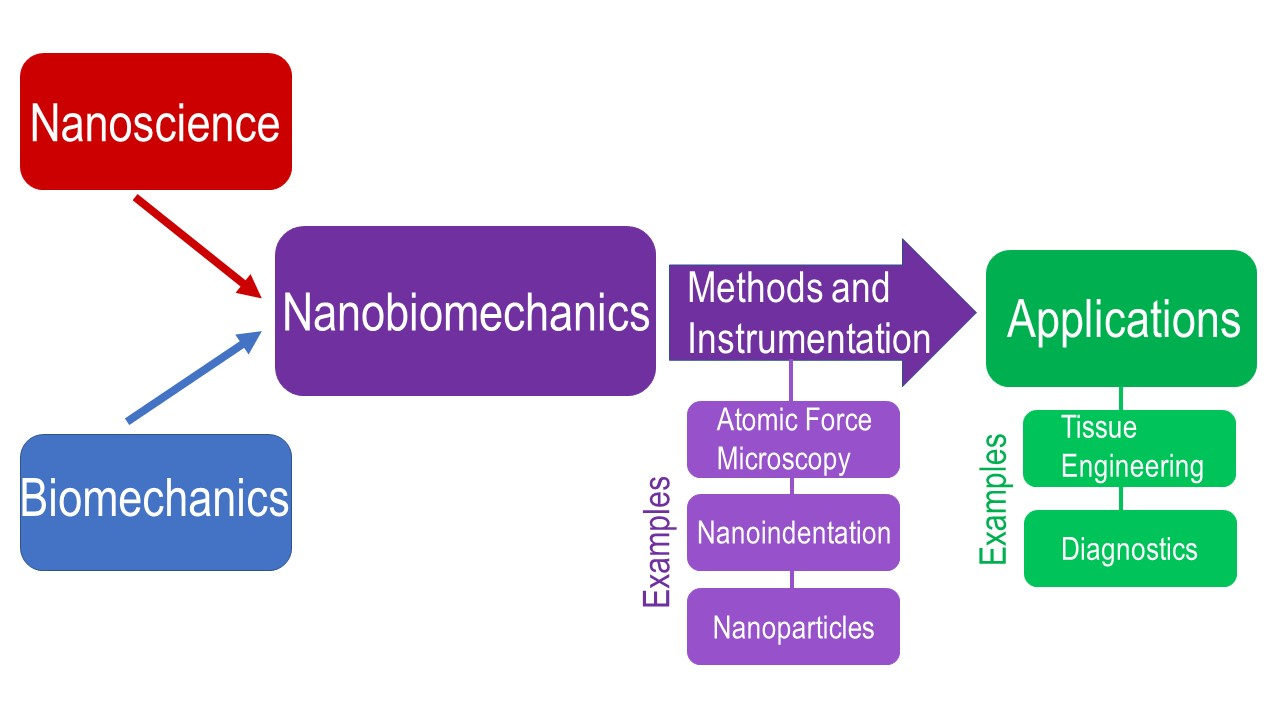
Una descripción general de la nanobiomecánica que muestra campos relevantes. También se incluyen ejemplos de métodos, instrumentación y aplicaciones.

La nanobiomecánica (también bionanomecánica ) es un campo emergente en nanociencia y biomecánica que combina las poderosas herramientas de la nanomecánica para explorar la ciencia fundamental de los biomateriales y la biomecánica.
Desde la introducción por parte de su fundador Yuan-Cheng Fung, el campo de la biomecánica se ha convertido en una de las ramas de la mecánica y la biociencia. Durante muchos años, la biomecánica ha examinado los tejidos. Gracias a los avances en la nanociencia, la escala de las fuerzas que podían medirse y también la escala de observación de los biomateriales se redujo al nivel "nano" y "pico". En consecuencia, fue posible medir las propiedades mecánicas de los materiales biológicos a nanoescala. Esto es relevante para mejorar los procesos de ingeniería de tejidos y la terapia celular. 
La mayoría de los materiales biológicos tienen diferentes niveles jerárquicos, y los más pequeños se refieren a la nanoescala. Por ejemplo, el hueso tiene hasta siete niveles de organización biológica, y el nivel más pequeño, es decir, la fibrilla de colágeno única y los minerales de hidroxiapatita, tienen dimensiones muy por debajo de 100. Nuevo Méjico. Por lo tanto, poder estudiar propiedades a esta pequeña escala proporciona una gran oportunidad para comprender mejor las propiedades fundamentales de estos materiales. Por ejemplo, las mediciones han demostrado que existe heterogeneidad nanomecánica incluso dentro de fibrillas de colágeno individuales tan pequeñas como 100 nm. 
Uno de los otros temas más relevantes en este campo es la medición de fuerzas diminutas sobre las células vivas para reconocer los cambios causados por diferentes enfermedades, incluida la progresión de la enfermedad.   Por ejemplo, se ha demostrado que los glóbulos rojos infectados por la malaria son 10 veces más rígidos que las células normales.  Asimismo, se ha demostrado que las células cancerosas son un 70 por ciento más blandas que las células normales.  Los primeros signos de envejecimiento del cartílago y osteoartritis se han demostrado al observar los cambios en el tejido a nanoescala. 

## Métodos, instrumentación y aplicación

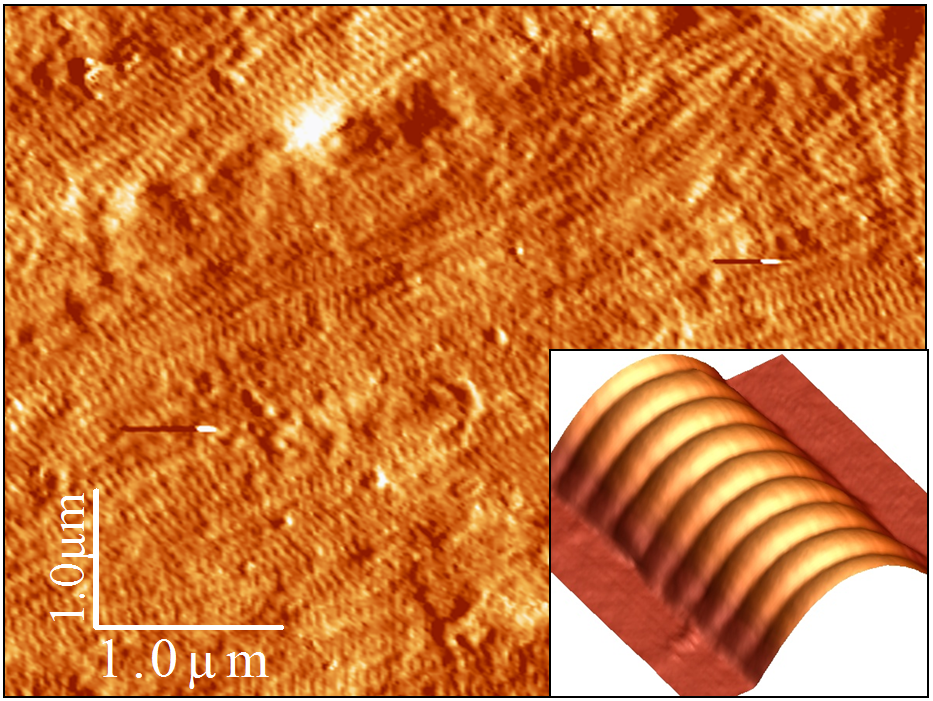
Imagen AFM de alta resolución del hueso cortical y una única fibrilla de colágeno (recuadro)

Los métodos comunes en nanobiomecánica incluyen la microscopía de fuerza atómica (AFM), la nanoindentación y la aplicación de nanopartículas.    Estos y otros métodos pueden aplicarse a materiales relevantes, por ejemplo: hueso  y sus constituyentes jerárquicos, como fibrillas de colágeno individuales, células vivas individuales, filamentos de actina y microtúbulos. 

### Fuerza atómica microscópica
Para obtener una descripción de la microscopía de fuerza atómica (AFM), consulte microscopía de fuerza atómica.
AFM se ha utilizado para estudiar el nivel a nanoescala del citoesqueleto y sus componentes, la matriz extracelular y el entorno celular. Comprender la mecánica de las células, incluso a nivel nanoescalar, está muy relacionado con la comprensión de estas moléculas y estructuras. Como todo esto afecta el comportamiento de la célula, es beneficioso para la ingeniería de tejidos.  Un ejemplo de esto es cuando los investigadores aplicaron AFM en modo tapping para estudiar la reparación ósea a partir de células mesenquimales genéticamente modificadas. Mediante este método, pudieron obtener imágenes de estructuras en el hueso a nanoescala que sugerían la presencia de colágeno. 
AFM también se ha aplicado para medir las propiedades mecánicas de proteínas y otras biomoléculas en una variedad de condiciones mediante experimentos de extensión y compresión.  Además, se ha aplicado al mapeo de las propiedades mecánicas de las células y membranas, la mecanotransducción, cómo las células se adhieren o se desprenden en función de la superficie en la que se encuentran y de sus propias moléculas, y la rigidez de las células. 
Como se ha demostrado que las células metastásicas son más blandas que las células benignas utilizando AFM, la mecánica de las células cancerosas puede ser útil para diagnosticar el cáncer.  

### Nanoindentación
Para obtener una descripción de la nanoindentación, consulte nanoindentación.
La nanoindentación se ha aplicado a estudios biomecánicos. Un ejemplo estudió la reparación ósea a partir de células mesenquimales modificadas genéticamente. Comprimieron una sonda con un radio nanométrico tanto en el hueso nativo como en el de reparación y la utilizaron para estudiar la deformabilidad del tejido. Esto les permitió conocer las propiedades mecánicas del hueso, incluida su rigidez. La nanoindentación también les permitió estudiar la compresibilidad del hueso mediante curvas de carga y descarga. 
Además, la nanoindentación se puede combinar con otros métodos en estudios específicos. Un ejemplo es la nanoindentación AFM, que se ha aplicado para estudiar componentes subcelulares en células vivas. 

### Nanopartículas
Para obtener una descripción de las nanopartículas, consulte nanopartículas.
Las nanopartículas afectan a las células a nivel de nanoescala y son un método para estudiar las propiedades mecánicas de las células y los biomateriales a nivel de nanoescala. Las nanopartículas afectan la forma en que las células se adhieren a los sustratos y la rigidez de la célula. También afectan a los componentes del citoesqueleto de la célula, que a su vez afectan la motilidad celular a medida que se unen e interactúan con estructuras como los receptores y el ARN. 
Como estas nanopartículas afectan la nanobiomecánica de las células, son herramientas valiosas para estudiarlas. Por ejemplo, se han incrustado nanopartículas en las superficies de estructuras para alterar el entorno nanotopográfico y afectaron el comportamiento de la célula. Esto incluyó cómo se propagan las células, cómo se ensamblan los componentes del citoesqueleto y cómo se unen las células. Algunas nanopartículas incluidas tienen propiedades magnéticas y se han utilizado junto con campos magnéticos para el control detallado de las superficies celulares y otros estudios. 
Las nanopartículas son útiles para estudiar las formas en que las células adaptan las fuerzas físicas en señales bioquímicas y las propiedades mecánicas de los constituyentes celulares. También se han utilizado en procesos como la microrreología de seguimiento de partículas. 

## Nanobiomecánica computacional
Además del aspecto experimental, la investigación se ha ido ampliando a través de métodos computacionales. Las simulaciones de dinámica molecular (MD) han proporcionado una gran cantidad de conocimientos en esta área. Aunque la simulación MD todavía está limitada a un pequeño número de átomos y moléculas, debido a la limitación en el rendimiento computacional, ha demostrado ser una rama instrumental de este campo emergente.